# Jean-Pierre Mazery
Pour les articles homonymes, voir Mazery.
 (février 2019).
 (février 2019).
Jean-Pierre Mazery, né 5 décembre 1942 à Paris (16e arrondissement), est un économiste français. Il est grand chancelier de l'ordre souverain militaire et hospitalier de Saint-Jean de Jérusalem, de Rhodes et de Malte de 2005 à 2014.

## Biographie
Jean-Pierre Mazery  est le fils  de Pierre Mazery et de Mathilde d'Ornellas. Il a suivi une formation d'économiste à Paris et à la Harvard Business School.
En 1967 il travaille à la Datar (Délégation interministérielle à l'aménagement du territoire et à l'attractivité régionale) puis à l’OCDE (Organisation de coopération et de développement économiques) et au ministère de l'environnement à partir de 1970. Il est conseiller technique au cabinet de Maurice Druon, ministre des Affaires culturelles, en 1973 et 1974. Il entre à la direction des études de la Chambre de commerce et d'industrie de Paris-CCIP en 1975; et devient chef de cabinet du président et du directeur général (1976-83). Il est auditeur à l'Institut des hautes études de défense nationale (IHEDN) (1977-78). En 1983 il est nommé secrétaire-général du Comité français pour la promotion des salons professionnels internationaux (CCIP-DREE-Ville de Paris), qu'il dirige jusqu'en 1989
Il est nommé Conseiller du commerce extérieur de la France en 1985. En 1989, il rejoint la CCIP, où il est nommé directeur international du Groupe Centre de perfectionnement aux affaires (CPA). Il est conseiller technique au cabinet de Jacques Toubon, ministre de la Culture et de la Francophonie en 1993-1995. En 1995 il devient conseiller du président de la section des relations internationales du Conseil Économique et Social, et chargé de mission auprès du délégué général de la CCIP.

### Fonctions dans l'ordre souverain de Malte
Reçu dans l'ordre souverain de Malte en 1975, il a été vice-président et trésorier général de l'association des Œuvres hospitalières françaises de l'ordre de Malte de 1990 à 2005.
Après avoir assuré diverses fonctions au sein du grand magistère de l'Ordre à Rome, il est élu membre du Souverain Conseil par le chapitre général de l'Ordre en juin 2004, vice-chancelier puis grand chancelier en avril 2005, à la suite de la démission du bailli Jacques de Liedekerke, et réélu en juin 2009 par le chapitre général de l'Ordre. Il a servi en tant que grand chancelier sous l'autorité du grand maître Andrew Bertie, puis, à partir de 2008 sous l'autorité du de Matthew Festing.  Albrecht von Boeselager lui a succédé à cette charge lors des élections du chapitre général tenu à Rome les 30 et 31 mai 2014. Il a été élevé à la dignité de bailli grand-croix d’honneur et de dévotion en obédienceen juin 2009.

## Distinctions
Docteur honoris causa de l'université de Sofia (Bulgarie) ; Honorary Doctor in Philosophy, Fu Jen Catholic University, Taipei (Taiwan)
Président d'honneur de l'Association des cadres et auditeurs de l'IHEDN

### Décorations
- Officier de la Légion d'honneur[2] (Chevalier en 1997[3])
- Grand-croix de l’ordre du Mérite de la République italienne
- Grand-croix pro Merito Melitense de l’ordre souverain de Malte
- Grand-croix de l’ordre Piano ou ordre de Pie IX (Saint Siège)
- Grand-croix de l'ordre du Christ  (Portugal)